# Виньяр, Илья Абрамович
Илья (Эль) Абрамович Виньяр (1889—1949) — актёр и театральный режиссёр, сценарист.

## Биография
Актёр и режиссёр драматического театра, сценарист Илья (Эль) Абрамович Виньяр родился в 1889 году в Виннице. Переехав из провинции в Москву на волне событий начала двадцатого века, стал одним из участников развивавшихся тогда в отечественной культуре новых творческих процессов. По его сценариям в 1918 году были сняты два фильма молодой российской кинематографии: «Сигнал» (по рассказу В. Гаршина), с которого берут начало кинофильмы Московского кинокомитета, и «Подполье» (совместно с А. Серафимовичем). Пробовал себя и в поэзии, и в драматургии, но свое настоящее призвание нашёл на театральной сцене.
С 1917 года он в группе первых студийцев Евгения Вахтангова — художественного руководителя драматической студии «Габима»(«сцена» на иврите). О начале занятий с будущими актёрами «Габимы» после их приезда в Москву, в эту «театральную Мекку», И. Виньяр вспоминал: «… актёрам предложено было приступить к учёбе на студийных началах. Для их воспитания Станиславский посоветовал обратиться к одному из своих лучших учеников — … Вахтангову … Мы приступили к постановке одноактных пьес, вошедших затем в программу „Вечера студийных работ“…Вахтангов воспитывал из нас не только актёров и не только людей, умеющих в театре исполнять то, что им поручено, но и учил анализировать драматургию, стиль, все актёрские задачи в каждой вещи. Вот почему его ученики из первой группы почти все стали режиссёрами … на основе принципов Вахтангова». Годы студийной учёбы дали И.Виньяру возможность приобрести сценический опыт широкого плана. А сама студия, благодаря таланту и энергии её художественного руководителя, превратилась в Москве в профессиональный театр «Габима» со спектаклями на языке иврит.
Участие в поставленном Вахтанговым в 1922 году спектакле «Гадибук», признанном в театральном мире одним из лучших образцов драматического искусства, И. Виньяр считал самым значительным этапом своей сценической жизни: "Но после этого начинается второй и главный период в жизни «Габимы»…Это «Гадибук», или «Между двух миров» … Как-то идя с нами, он /Вахтангов/ говорил: «Как назвать этот спектакль — фантастический реализм или реальная фантастика? Если сказать последнее, это будет моя работа, а если назвать „фантастический реализм“, то это будет, может быть, и моя работа, и сама пьеса».
В состав труппы «Габимы» И. Виньяр входил до 1932 года. Являлся членом правления театра. Его исполнительское мастерство даже в небольших ролях на сцене театра было по достоинству оценено критиками и зрителями. В дальнейшем он не только актёр, но и режиссёр, сотрудничавший в «Габиме» с такими выдающимися театральными деятелями, как Михаил Чехов и Алексей Дикий. В 1926—1932 годах принимал участие в триумфально прошедшем большом гастрольном турне театра «Габима» по многим странам мира. После решения части труппы театра остаться для постоянной работы в Тель-Авиве вернулся в СССР вместе с сопровождавшей его в турне женой Витой Лазаревной и сестрой — актрисой театра Надеждой (Нехамой) Виньяр. Его воспоминания и документы семейного архива нашли своё отражение в публикациях о Евгении Вахтангове и о «русских сезонах» — первых годах творческой истории театра «Габима» [1, 2].
После возвращения на родину — активная режиссёрская деятельность в ряде театров страны. В 1933—1935 годах И. Виньяр участвовал в постановках спектаклей под руководством А.Дикого в Московском драматическом театре им. ВЦСПС. В 1936—1939 годах он — художественный руководитель Витебского белорусского государственного драматического театра с режиссёрской работой, отмеченной премией правительства республики. В 1940—1941 годах — Московский театр юного зрителя. В 1942—1943 годах ставил спектакли в Государственном русском драматическом театре в Ташкенте. В 1944—1945 годах — Всесоюзное гастрольно — концертное объединение (ВГКО) в Москве, где занимался формированием состава и подготовкой репертуара фронтовых концертных бригад.
Скончался И. Виньяр в 1949-м году в Москве в возрасте 59-ти лет. Похоронен на Ваганьковском кладбище.

## Театральные работы

### Роли в спектаклях театра «Габима»
- 1918 — «Солнце! Солнце!» И. Каценельсона — Давид.
- 1922 — «Гадибук» («Между двух миров») С. Ан-ского — Ашер, Зундел.

«Обостряя контрасты, Вахтангов вырывался за пределы человеческого. Каждому нищему подыскивалась „животная характеристика“ и оттачивалась на занятиях по пластической импровизации. Эли Виньяр нашёл для горбатого Зундела повадку старого побитого лиса».
- 1923 — «Вечный жид» Д. Пинского — Слепой нищий.

Критики как одну из главных удач спектакля отмечали крохотную роль Эли Виньяра (Слепой нищий):
Так ещё никто и никогда не играл на сцене слепого. В нём словно звучал вахтанговский голос: «Мы должны показать калеку совершенно исключительного…но это люди не выдуманные». В «Вечном жиде» слепец был слеп абсолютной слепотой. Пустые глазницы и резкий экспрессионистский грим превращали лицо, обращённое к небу, в маску слепоты. Физическая слабость едва балансировала на грани жизни и смерти. «В каждом движении интуиция осязания невидимого». И из глубины отверженности в нём взывало предчувствие Мессии. Пальцы словно силились открыть грудную клетку: «Вот он я, Господи!»
- 1925 — «Голем» Г. Лейвика — Монах.
- 1929 — «Корона Давида» («Кудри Абессалома») П. Кальдерона — Амнон.

"В тот момент, «когда Амнон кровосмесительски кладёт свою руку на голову сестры, то не хватает только арии». Отсутствие арии не помешало критику признать: «Это была вполне великая опера! Классически-еврейский придворный театр!».
- 1930 — «Уриель Акоста» К. Гуцкова — Бен Иохай.
- 1928 — «Клад» («Золотоискатели») Шолом-Алейхема — Беня.

### Режиссёрские постановки
Театр «Габима»
- 1931 — «Священный огонь» С. Моэма.В спектакле…чувствуется желание труппы излечиться от тягостной внутренней традиции, и это благословенное стремление. Спектакль был положительно принят как публикой, так и большинством критиков, особо выделявших простоту стиля, отсутствие театральных эффектов и верность жизненным реалиям. Эти качества спектакля критики приветствовали не как художественные достоинства сами по себе, а прежде всего как признаки отхода театра от прежнего художественного пути[5].Московский драматический театр им. ВЦСПС

Постановки (совместно с Б. Тамариным) под руководством А. Дикого:
- 1933 — «Девушки нашей страны» И. Микитенко.
- 1934 — «Вздор» К. Финна.
- 1935 — «Глубокая провинция» М. Светлова.

Витебский белорусский государственный драматический театр
- 1937 — «Человек с ружьём» Н. Погодина.
- 1938 — «Мещане» М. Горького.

Московский театр юного зрителя
- 1940 — «В стороне» В. Любимовой.

Ташкентский государственный русский драматический театр
- 1942 — «Русские люди» К. Симонова.
- 1943 — «Тот, кого искали» А. Раскина и М. Слободского.

## Сценарии
- 1918 — «Сигнал» (по рассказу В. Гаршина), «Московский кинокомитет», режиссёр — А. Аркатов, операторы — Э. Тиссэ, И. Дорад, в ролях — В. Карин, Я. Волженин.
- 1918 — «Подполье» (совместно с А. Серафимовичем), «Агитфильм», режиссёр — В. Касьянов, оператор — А. Левицкий, в роли — Г. Хмара.